# Гаргано
Гаргано (Gargano; Monte Gargano) е полуостров в югоизточната част на Италия, наричан още „шпората на италианския ботуш“. Административно принадлещи към област Апулия, провинция Фоджа. Площ 2015 km² и се вдава във водите на Адриатическо море на 50 km. Бреговете му са слабо разчленени, на север ниски и заблатени, като тук се намират 2 сладководни езера – Lago di Lesina и Lago di Varano, а на югоизток, към залива Манфредония – стръмни и скалисти. На югозапад плоската равнина Таволиера, по която протича река Канделара го отделя от Неаполитанските Апенини. Почти елия полуостров, с изключение на северната му част, където се простира тясна приморска низина е зает от планината Монте Гаргано с връх Монте Калво 1056 m, издигащ се на 12 km северозападно от град Манфредония. Изграден е от мезозойски доломити и варовици със силно развити карстови форми, в резултат на което обширни пространства са лишени от растителност. Районите на височина до 500 – 700 m са заети от вечнозелени дъбови и борови гори, маквиси, лозя и овощни градини, а нагоре следват листопадни дъбови и борови гори. Има малки находища на боксит. Административно към региона на Гаргано принадлежат и 5-те острова на архипелага Тремити с обща площ 3 km². В подножието на масива Монте Гаргано са разположени множество населени места, катопо-големите са: Виесите, Манфредония, Монте Сант'Анджело, Сан Джовани Ротондо, Торемаджоре, Сан Марко ин Ламис, Апричена, Сан Никандро Гарганико.
Гаргано става известен особено чрез Патер Пио (1887 – 1968), католически светец от 2002 г., монах-капуцин, който построява църквата Santa Maria delle Grazie в San Giovanni Rotondo, където на гроба му стават чудеса според вярващите.